# Kevin Dixon
Kevin Dixon (* 22. Oktober 1902 in Dalkey, County Dublin, Irland; † 7. Juni 1959 in Dublin) war Attorney General of Ireland (Generalstaatsanwalt) von 1942 bis 1946 und Richter am High Court von 1946 bis 1959.

## Biografie
Kevin Dixon wuchs in Dalkey auf und ging in Dublin auf das Belvedere College. Nach dem Schulabschluss studierte er Biologie und Physik am University College Dublin. Er schloss mit dem Bachelor (B.Sc.) ab. Seine Rechtsanwaltsausbildung erhielt er am King’s Inns und wurde 1926 zur Rechtsanwaltschaft zugelassen. Er wurde im April 1940 Senior Counsel. 
Am 10. Oktober 1942 ernannte ihn Eamon de Valera zum Attorney General of Ireland. Er blieb in dem Amt bis zum 30. April 1946. Mit dem folgenden Tag wurde er Richter am High Court. 
Zu der wichtigsten – wohl noch heute umstrittenen – Entscheidung in seiner Amtszeit gehört der Fall O’Byrne v. Minister of Finance and other. Dort urteilte er, dass es verfassungsrechtlich nicht gegen die Unabhängigkeit der Justiz verstößt, wenn Richter Einkommensteuer zahlen müssten. Der Supreme Court bestätigte die Entscheidung.
Erwartet wurde, dass er Richter am Supreme Court würde, allerdings verstarb Dixon bereits im Oktober 1959.